# 안성군 (1988년 선거구)
안성군은 대한민국의 옛 국회의원 선거구이다. 당시 경기도 안성군 지역을 관할했다.

## 역사
대한민국 제13대 국회의원 선거를 앞두고 송탄시·평택군·안성군 선거구에서 분리되어 신설되었다.
1998년 4월 1일을 기해 안성군이 안성시로 승격되었다. 이에 대한민국 제16대 국회의원 선거를 앞두고 안성군 선거구가 안성시 선거구로 개편되었다.

## 역대 국회의원
| 선거   | 정당 | 정당       | 의원   |
| ------ | ---- | ---------- | ------ |
| 1988년 |      | 무소속     | 이해구 |
| 1992년 |      | 민주자유당 | 이해구 |
| 1996년 |      | 신한국당   | 이해구 |

## 역대 선거 결과

### 대한민국 제13대 국회의원 선거
|  | 43.09% |

|  | 40.14% |

|  | 12.41% |

|  | 4.33% |

### 대한민국 제14대 국회의원 선거
|  | 51.79% |

|  | 37.60% |

|  | 5.32% |

|  | 3.86% |

|  | 1.41% |

### 대한민국 제15대 국회의원 선거
|  | 50.89% |

|  | 22.44% |

|  | 15.51% |

|  | 11.14% |